# Lantos István
Lantos István (Budapest, 1949. július 10. –) a Nemzet Művésze címmel kitüntetett, Kossuth-díjas magyar zongoraművész, érdemes és kiváló művész.

## Életrajza
Lantos István a Bartók Béla zeneművészeti Szakközépiskolában tanult Tusa Erzsébetnél. 1968-ban felvételt nyert a Zeneakadémiára, ahol 1972-ben Solymos Péter növendékeként diplomázott zongora és orgona szakon. 1973-tól a Zeneakadémia helyettesítő tanára később tanára. 1984-től az egyetem tanszékvezetője lesz. 1986 őszétől három évig vendégtanárként tanít Japánban, Szapporóban a Hokkaidói Egyetemen (HUE; Hokkaidō Kyōiku Daigaku/Hokkaidó Kjóiku Daigaku).
1993-ban már itthon megkapja az egyetemi tanár kinevezést. 1994-től 1997-ig a Zeneakadémia rektora volt, később a zongoratanszék és a mesterképző tanfolyam vezetőjének nevezik ki.
2014 óta a Magyar Művészeti Akadémia rendes tagja. Akadémiai székfoglaló előadását – 2014. május 23-án tartotta: "Lantos István: Improvizáció a klasszikus zene előadói gyakorlatában" címmel.
Lantos István elismert zongora-virtuóz és kamarazenész, valamint egyedülálló improvizációs készséggel rendelkező orgonaművész is, ezek mellett, pedig igazi pedagógus.
Előadóművészi pályája már a Zeneakadémiai évek alatt elkezdődött. A Filharmónia szólistájaként számos zongora és orgonakoncerttel szerepel Magyarországon, és külföldön. 1969-ben Bayreuthban a Nemzetközi Ifjúsági Találkozón Bartók III. zongoraversenyét adta elő. 1970-ben ismét Bayreuth, Messiaen: Oiseaux exotiques előadásán szólista, Pierre Boulez karmester közreműködésével. 1972-től Ferencsik János haláláig rendszeresen koncertezett az Állami Hangversenyzenekarral európa számos országában (Ausztria, Németország, Svájc, Hollandia, majd 1976-ban került sor az első japán fellépés sorozatra). Rendszeresen koncertezett még szólistaként a Magyar Rádió Szimfonikus Zenekarával, a Magyar Posta Szimfonikus Zenekarával, a MÁV Szimfonikus Zenekarral, és  a Filharmóniai Társaság Zenekarával. Szólista-karrierje kissé háttérbe szorult és nem hozott, még látványosabb sikereket. Ez részben annak köszönhető, amikor is megjelent a színen a  fiatalabb zongoristák újabb generációja és így Kocsis Zoltán valamint Ránki Dezső kerültek az érdeklődés középpontjába. Zenei pályája ennek ellenére is kiteljesedett és megkapta a legmagasabb állami és szakmai elismeréseket és az azok díjait.
Gyakran meghívott zsűritag nemzetközi zongora és orgonaversenyeken. Koncertjeivel gyakran visszatérő vendég Európában az Egyesült Államokban és Japánban is.

## Felvételei
Az alábbi felvételeit a Hungaroton Hanglemezgyártó Vállalat adta ki.
- Liszt Ferenc: Kamaraművek
- Brahms: Zongoranégyesek
- In Memoriam Giovanni Bottesini
- Liszt Ferenc: Ritkaságok zongorára
- Liszt Ferenc: Piano Works for Piano Duet
- 50 éves a Hungaroton – Zongoraművészek (1951-2001)
- Bottesini, Giovanni:Kompozíciók nagybőgőre III.- közreműködő
- Schubert zongoradarabok
- Dohnányi variációk egy gyermekdalra
- Haydn zongoraművek
- Liszt eredeti kétzongorás és négykezes darabjai és más kamaradarabjai
- Bartók dalok

## Díjai, kitüntetései
- Liszt Ferenc-díj (1976)
- Cziffra-alapítvány díja (1991)
- Bartók-Pásztory-díj (1992)
- Érdemes művész (1998)
- Földes Andor-emlékérem (2001)
- Kiváló művész (2016)
- Kossuth-díj (2018)
- A Nemzet Művésze (2023)[4]